# Szeveroonyezsszk
Szeveroonyezsszk (oroszul: Североонежск) városi jellegű település Oroszország Arhangelszki területén, a Pleszecki járásban.	
Lakossága: 5289 fő (a 2010. évi népszámláláskor).

## Elhelyezkedése
Az Arhangelszki terület nyugati részén, Pleszeck járási székhelytől 36 km-re, az Onyega folyó bal partján helyezkedik el. A legközelebbi város a Pleszeck űrrepülőteret kiszolgáló Mirnij (55 km).

## Története
A település körzetében található Oroszország egyik legnagyobb bauxitlelőhelye (Iksza). Kiaknázását az 1970-es évek közepén kezdték meg, a kitermelést  külszíni fejtéssel végzik.
A bauxitbánya közelében évi több mint egymillió tonna kapacitású timföldgyár épült volna, és mindehhez egy nagy várost terveztek felépíteni. Így született a település, melynek első épülete 1973-ban készült el, ám a nagy tervekből semmi nem valósult. A terv azzal számolt, hogy a város lélekszáma 1985-ben eléri az ötvenezer, 2000-ben pedig a százezer főt. 
A tervezett Szeverorosszijszk nagyváros helyett felépült Szeveroonyezsszk (neve a „szever” – 'észak' – és a folyónév összetételéből származik). Lakóinak száma 2010-ben alig haladta meg az 5000 főt.